# Filandone
Il Filandone o nuova filanda è un edificio di grandi dimensioni ex sede industriale situato in via Allegreni, 37 a Martinengo, originariamente destinato all'industria della seta e, dopo la crisi industriale, abbandonato e successivamente adeguato a sede della biblioteca civica, di centro culturale nonché dell'importante archivio storico cittadino Per le sue grandi dimensioni è conosciuto con il nome di Filandone.

## Storia

### Le origini
Il nord Italia vide nel XIX secolo la formazione e lo sviluppo di un numero sempre maggiore di stabilimenti per la lavorazione del cotone e della seta. Le prime filande erano grandi edifici costruiti in prossimità di corsi d'acqua per poterne usale la forza motrice. Questi stabilimenti si presentavano a più piani con i soffitti alti e grandi finestre.
A Martinengo fu edificato tra il 1872 e il 1876 dalla famiglia Daina una industria della seta, che per la grande struttura è conosciuto sul territorio come il Filandone proprio per il suo imponente impianto, che lo distingueva dagli altri setifici di minori dimensioni.
L'economia locale, grazie a questa nuova industria, ebbe un notevole sviluppo, anche grazie alla possibilità di lavoro in particolare quello femminile. Purtroppo il baco da seta si infettò della pebrina, malattia che colpisce la gelsi-baschicoltura, con la conseguente importante crisi del settore. Verrà però questo ricordato che il periodo di maggior sviluppo industriale per l'industria tessile della seta.

### Il Novecento
Il fabbricato divenne di proprietà nel 1902 di Lucia Calori in Allegreni che lo cedette nel 1919 al cavaliere Gerli il quale lo lasciò in eredità alla famiglia. Gli eredi cedetto con atto di vendita a Ambrovio Vailati il quale nel 1929, proprio conseguente alla grave crisi della sericultura dle 1929 dovette dichiarare fallimento, e nel 1934 lo stabile tornò proprietà della signora Calori.
Nel 1949 la fabbrica viene acquistata dall'Ente economico Fibre Tessili che lo riaprì col nuovo nome: “Essiccatoio  Sociale Bozzoli”. Con la formazione delle nuove tecnologia furono impiantati nuovi macchinari nella parte del capannone di nuova costruzione prossima alla fronte principale nel 1920.Purtroppo la grave crisi che seguì la seconda guerra mondiale portò alla chiusura definitiva del grande impianto.

### La modernità
La fabbrica venne abbandonata e ceduta al Ministero del tesoro, che ne autorizzo l'uso durante il film L'albero degli zoccoli di Ermanno Olmi del 1976. Nel 1982 divenne proprietà dell'amministrazione comunale che dopo un particolare restauro, con decreto del 22 settembre 2013, lo ha destinato a centro culturale, sede dell'archivio storico e della biblioteca civica.

## Descrizione

### Esterno
Il fabbricato per la sua composizione neogotica è uno dei più importanti esempi di archeologia industriale del secolo XIX, dalla forma di grande parallelepipedo con una cubatura di 8.500 mc. Due file di grandi finestre a sesto acuto illuminano e caratterizzano le facciate dando l'idea di una grande cattedrale rinascimentale. Le cornici delle aperture sono in mattoni a vista così come in cotto sono le cornici e gli archetti pensili che dividono la struttura con l'intonaco chiaro delle pareti. L'effetto bicromatico si evidenzia con la parte del seminterrato eseguito a “finta cortina”. Questa è una tipica e antica stesura di intonaco dell'architettura lombarda composta da calce e polvere di mattoni. Questa stesura permetteva non solo la cromia, l'aspetto omogeneo, e anche la protezione della parte in cotto.
Un'alta zoccolatura si presenta lungo le facciate laterali este e ovest dove sono presenti piccole aperture del pianoterreno, dalle quali poi si innalzano le grandi monofore in ferro e vetro.
Durante gli anni di grande lavorazione probabilmente era predisposta l'ampliamento dell'edificio, ancora visibile sulla facciata a sud le immorsature del muro.

### Interno
Il piano seminterrato è diviso da pilastri in pietra, mentre il piano travi in legno, e il secondo piano è un unico ambiente con un copertura a capriate ravvicinate. La copertura è in coppi.